# Dolores Lambaša
Dolores Lambaša, née le 29 mars 1981 à Šibenik et morte le 23 octobre 2013 à l'hôpital de Slavonski Brod des suites d'un accident de la route, est une actrice croate.